# 아틀란티스에서 온 사나이
아틀란티스에서 온 사나이 는 1977년부터 1978년까지 미국의 지상파 방송국 에서 방영된 SF, 액션 드라마이다.

## 한국 방영
- 대한민국에서는 MBC 문화방송 1978년 10월부터 1979년 3월 까지 방영하였다.